# AGM-122 Sidearm
El AGM-122 Sidearm es un misil antirradiación aire-superficie desarrollado en Estados Unidos por Motorola a partir de la remanufacturación del misil AIM-9C Sidewinder.